# Adalberto da Itália
Adalberto da Itália ou Adalberto II de Ivrea (931 – Autun, 975) foi o sexto marquês de Ivrea e rei da Itália, de 950 a 962 (a partir de 951, em disputa com imperador Otão I).
Adalberto foi levado ao trono da Itália por seu pai, em 950. Vencido seu pai, em 963, por Otão I, Adalberto continuou a luta contra o imperador, mas acabou por ter de se refugiar em Constantinopla ao saber que perdera a contenda.

## Relações familiares
Filho Berengário II também denominado Berengário de Ivrea (ca. 900 — Bamberg, 6 de julho de 966) que foi marquês de Ivrea, entre 928 e 950 e rei da Itália, de 950 a 961, e de
Vila III de Arles (912-970), filha do conde da Provença e marquês de Toscana, Bosão de Arles e Avinhão (885-936), e de Vila II de Borgonha, filha do rei de Borgonha Rodolfo I da Germânia (1 de maio de 1218 - 15 de julho de 1291) e de Vila de Provença.
Por volta de 960, Adalberto casou-se com Gerberga de Chalon (947 - 980), filha de Lamberto de Chalon (930- 22 de fevereiro de 979), e de Adelaide de Vermandois (925 - 980), filha de Roberto I de Vermandois (c. 910 - 966) e de Adelaide Verra da Borgonha (930 - 987), de quem teve:
1. Otão-Guilherme da Borgonha (c.960-1026), que, ainda criança quando o pai morreu, foi adotado pelo segundo esposo de sua mãe, de quem herdou o Condado da Borgonha.
2. Gisele de Borgonha (983-1020) casada com o marquês Anselmo I de Monferrato, senhor de Monferrato,
3. Harduíno de Borgonha (? - 1015) marquês de Ivrea,
4. Gilberto de Borgonha (? - 1030) marquês de Ivrea,
5. Amadeu de Borgonha

Em 972, após a morte do marido Gerberga voltou a casar, desta feita Odo-Henrique, Duque da Borgonha (946 - 15 de outubro de 1002), conde de Nevers, duque de Borgonha.